# Antoine Meyer
Antoine Meyer (* 31. Mai 1801 in Luxemburg; † 29. April 1857 in Lüttich) war ein luxemburgischer Mathematiker und Autor. Er gilt als der Begründer einer eigenständigen Luxemburger Literatur.

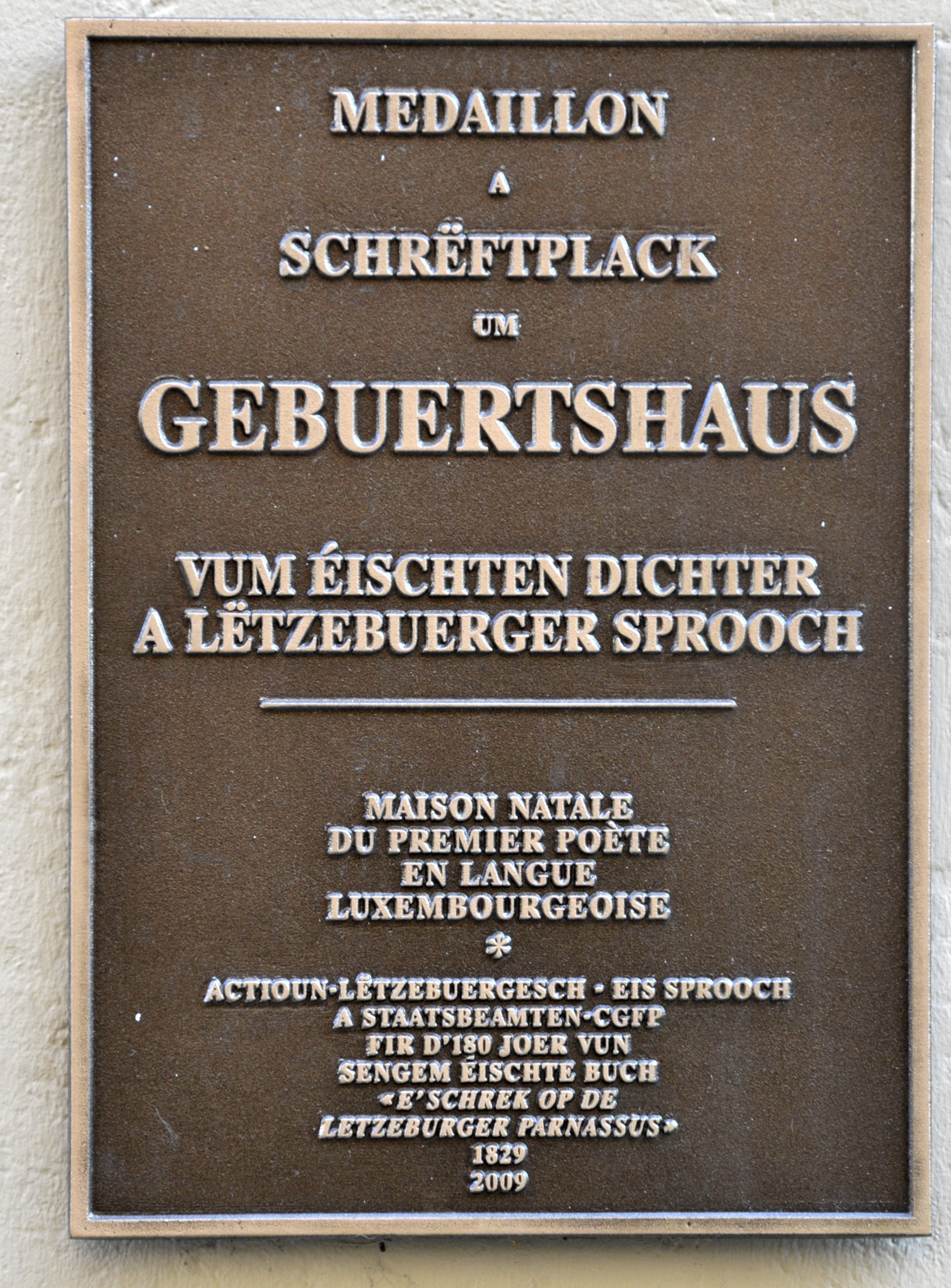

## Leben
Meyer wurde als Sohn eines Schuhmachers in Luxemburg geboren. In der Gymnasialzeit hatte er bereits Kontakte zu dem lokalen Literaturkreis Polyhymnia des Deutschlehrers Heinrich Stammer. Ab 1819 studierte er Mathematik in Lüttich und belegte 1825/26 auch Kurse an der Sorbonne (Paris) und dem Collège de France (Paris). 1828 bis 1830 besuchte er die Militärakademie im belgischen Breda um 1832 in Lüttich in Mathematik zu promovieren. Er arbeitete als Hochschullehrer zunächst in Brüssel und bis zu seinem Tod erneut in Lüttich.
Er war korrespondierendes Mitglied der Königlichen Akademie von Belgien.

## Werk
Meyer beteiligte sich aus Belgien an der Frage, ob ein recht neuer und kleiner Nationalstaat wie Luxemburg eine eigene Nationalsprache benötigt, mit seinem E’ Schrek ob de’ Lezeburger Parnassus von 1829. Der Text war bewusst an Johann Wolfgang von Goethes Deutscher Parnaß angelehnt. Da luxemburgisch lediglich Volkssprache war, musste Meyer zunächst eine Grammatik und Rechtschreibung festlegen. Der Erstausgabe folgte 1845 eine zweite, die noch weitere Fabeln und Texte enthielt. 1854 erschien ein Regelwerk für die luxemburgische Sprache. Meyer gilt demnach als erster Autor auf Luxemburgisch und als ein Wegbereiter einer eigenständigen Luxemburger Literatur. Sein Hauptwerk war jedoch ein mathematisches: Exposé élémentaire sur la théorie des intégrales définies von 1851 erschien auf Französisch und ist heute noch erhältlich.